# Terramyces
Terramyces är ett släkte av svampar. Terramyces ingår i familjen Terramycetaceae, ordningen Rhizophydiales, klassen Chytridiomycetes, divisionen pisksvampar och riket svampar.
|            | Boothiomyces                              |
|            |                                           |
| Terramyces | \| \| Terramyces subangulosum \| \| \| \| |
|            | \| \| Terramyces subangulosum \| \| \| \| |
|            | Terramyces subangulosum                   |
|            |                                           |

|  | Terramyces subangulosum |
|  |                         |